# Roine Blom
Roine Blom, tidigare Vicke Virus, är en svensk tecknad serie skapad av tecknaren Alf Woxnerud runt 1996. Innan serien fanns användes Roine Blom från Furuvik (uppkallad efter huvudpersonen i Magnus Ugglas sång "Joey Killer") som namn på en fiktiv person som skrev insändare i PC Hemma. Serien "Vicke Virus" som Woxnerud fick uppdrag att rita, uppkallades efter viruset i Roine Bloms dator. Roine Blom själv kom dock att ta över innehållet i serien, som bytte namn 1997. Efter att PC Hemma lades ner 2006 publicerades Roine Blom i Zits och Ernie. 